# Lek (rzeka)
Lek – rzeka w południowej Holandii, będąca jedną z głównych odnóg Renu i stanowiąca kontynuację odnogi Dolny Ren. Rzeka rozpoczyna się w pobliżu miasta Wijk bij Duurstede, w miejscu gdzie od Dolnego Renu oddziela się ramię Kromme Rijn i płynie w kierunku zachodnim. W pobliżu wsi Kinderdijk Lek spotyka się z rzeką Noord, z którą tworzy Nową Mozę.
Rzeka liczy 62 km długości i przepływa przez trzy prowincje – Geldrię, Utrecht oraz Holandię Południową, tworząc jednoczecześnie fragment granicy między Utrechtem a dwiema pozostałymi. Głównymi miejscowościami położonymi nad rzeką oraz w jej pobliżu są: Ameide, Culemborg, Krimpen aan de Lek, Lekkerkerk, Lexmond, Nieuwegein, Nieuwpoort, Schoonhoven, Vianen oraz Wijk bij Duurstede.
Rzekę przecinają dwa kanały – kanał Amsterdam-Ren oraz Merwedekanaal.